# Guido van de Kamp
Guido van de Kamp (* 8. Februar 1964 in Den Bosch) ist ein ehemaliger niederländischer Fußballtorhüter.

## Karriere

### Verein
Guido van de Kamp begann seine Karriere in seiner Geburtsstadt beim FC Den Bosch. Für die Jugendmannschaften des Vereins aus der Provinz Nordbrabant spielte der Torhüter von 1984 bis 1989. Nach einem Jahr im Profikader ohne Einsatz wechselte er zu NEC Nijmegen, für den er von 1990 bis 1991 drei Spiele absolvierte. Am 11. Juli 1991 wechselte van de Kamp für eine Ablösesumme von 40.000£ nach Schottland zum Erstligisten Dundee United. Bei United war er in der ersten Spielzeit unter Jim McLean zunächst Stammtorhüter und absolvierte 27 Spiele, bevor er im weiteren Saisonverlauf den Posten an Alan Main verlor. In der Saison 1992/93 absolvierte van de Kamp nur ein Spiel in der Liga. Eine weitere Saison später absolvierte er unter dem neuen jugoslawischen Trainer Ivan Golac 25 Ligaspiele. Am 21. Mai 1994 stand van de Kamp mit den Tangerines im schottischen Pokalfinale das gegen die Glasgow Rangers gewonnen wurde. Der Niederländer erhielt dabei den Vorzug des Trainers vor Alan Main und Brian Flies. Dieser Einsatz blieb sein letzter im Tor von United. Nach vertraglichen Auseinandersetzungen mit seinem Verein, wurde er in die Reservemannschaft versetzt. Im Januar 1995 wechselte er schließlich für eine unbekannte Ablösesumme zum Zweitligisten Dunfermline Athletic. Mit dem Verein feierte er in der Saison 1995/96 den Aufstieg in die Premier Division. Am Saisonende 1996/97 wechselte van de Kamp zu den zweitklassigen Raith Rovers, bei denen er in den folgenden dreieinhalb Jahren Stammtorwart war. Von Februar bis Mai 2001 stand er danach 13 Mal bei Alloa Athletic zwischen den Pfosten, bevor er seine Karriere beendete. Von 2014 bis 2015 war er Torwart-Trainer beim FC Den Bosch.

## Erfolge
mit Dundee United:
- Schottischer Pokalsieger: 1994

mit Dunfermline Athletic:
- Schottischer Zweitligameister: 1996